# Александър Симидчиев
Александър Димитров Симидчиев е български лекар, университетски преподавател, общественик и политик.
Народен представител в XLV народно събрание, XLVI народно събрание, XLVII народно събрание, XLVIII народно събрание и XLIX народно събрание.

## Биография
Роден е в град София на 23 април 1962 г. Завършва медицина в София през 1988 г. със златен медал. Специализира белодробни болести в Германия и Франция.
Участва в работните групи за анализ на европейските добри практики. Автор е на първия в страната онлайн курс по дигитална медицина. Почетен член е на клъстер за дигитално здравеопазване в България. Има активна позиция по темата за опазване на околната среда, като председател на сдружение „Въздух за здраве“ и като член на неформалната мултиекспертна група за климатични промени. Работи в Централна клинична болница при Медицински институт на МВР в София, началник на отделение по функционална диагностика. Медицински директор е и на Центъра по електронно и дистанционно обучение към Медицински университет – Пловдив. Има дългогодишен опит като клиничен лекар, преподавател и изследовател. Преподавател – пулмолог в Университетската болница Лозенец (1 май 2017 – 1 април 2019). Главен лекар в една от най-големите фармацевтични компании в Торонто, Канада (юни 2015 – декември 2016).
Живял е в Техеран, Париж, Есен, Торонто и Лондон. Женен е, с 2 деца. Владее английски и френски език.

## Политическа дейност
Народен представител от Коалиция Демократична България Обединение (от гражданската квота на „Да, България!“) в XLV народно събрание, XLVI народно събрание и XLVII народно събрание. Председател на Комисията по здравеопазване в XLV НС.